# Глебени (Большемалинское сельское поселение)
 Глебени  — деревня в Сандовском районе Тверской области.

## География
Находится в северо-восточной части Тверской области на расстоянии приблизительно 17 км по прямой на запад-юго-запад от районного центра поселка Сандово.

## История
Деревня была отмечена уже только на карте 1978 года . До 2020 года входила в состав ныне упразднённого Большемалинского сельского поселения

## Население
Численность населения: 10 человек (русские 100 %) в 2002 году, 1 в 2010.